# Epuraea pallescens
Epuraea pallescens är en skalbaggsart som först beskrevs av Stephens 1832.  Epuraea pallescens ingår i släktet Epuraea, och familjen glansbaggar. Arten är reproducerande i Sverige.